# Aorangia
Aorangia is een spinnengeslacht uit de familie Stiphidiidae. 

## Soorten
- Aorangia agama Forster & Wilton, 1973
- Aorangia ansa Forster & Wilton, 1973
- Aorangia fiordensis Forster & Wilton, 1973
- Aorangia isolata Forster & Wilton, 1973
- Aorangia kapitiensis Forster & Wilton, 1973
- Aorangia mauii Forster & Wilton, 1973
- Aorangia muscicola Forster & Wilton, 1973
- Aorangia obscura Forster & Wilton, 1973
- Aorangia otira Forster & Wilton, 1973
- Aorangia pilgrimi Forster & Wilton, 1973
- Aorangia poppelwelli Forster & Wilton, 1973
- Aorangia pudica Forster & Wilton, 1973
- Aorangia semita Forster & Wilton, 1973
- Aorangia silvestris Forster & Wilton, 1973
- Aorangia singularis Forster & Wilton, 1973
- Aorangia tumida Forster & Wilton, 1973